# Казакова, Римма Фёдоровна
Ри́мма Фёдоровна Казако́ва (27 января 1932[…], Севастополь, Крымская АССР — 19 мая 2008[…], Юдино, Московская область) — советская и российская поэтесса, переводчица, автор многих популярных песен советского периода и 1990-х годов.

## Биография

### Ранние годы
Её отец, Фёдор Лазаревич Казаков (1899—1967), был военным, а мать, Софья Александровна Шульман (1905—1987), работала секретарём-машинисткой. Имя, данное родителями, означает «Революция, Электрификация, Мировой Октябрь». В 20 лет взяла имя Римма.
Раннее детство Казакова провела в Белоруссии, школьные годы — в Ленинграде. С началом Великой Отечественной войны эвакуировалась в город Глазов Удмуртской АССР, куда эвакуировали 2-е Ленинградское пехотное училище, в котором работала её мать. Отец был участником Великой Отечественной войны, награждён орденами и медалями, полковник.
Окончила исторический факультет Ленинградского государственного университета. Семь лет жила на Дальнем Востоке в Хабаровске. Работала лектором, преподавателем, в газете, на киностудии.

### Творчество
Первые стихи Казаковой, принадлежавшей к поколению шестидесятников наряду с Евтушенко, Окуджавой, Вознесенским, Ахмадулиной, Рождественским, Кашежевой, были опубликованы в 1955 году, а уже в 1958 году вышел первый сборник её стихов «Встретимся на Востоке». В 1959 году Казакова была принята в Союз писателей СССР. Откликаясь на второй сборник Казаковой «Там, где ты» (1960), советский критик Дмитрий Хренков отмечал:

Сама она уже вдосталь надышалась терпковатым воздухом Охотского побережья, наслушалась удивительных историй у дымных костров геологов. Сама она уже хлебнула той не книжной, розовой, а настоящей, пахнущей потом и прогорклым ветром романтики трудных дорог, и уже отчётливо представила, что ей, начинающему литератору, чтобы не ошибиться, нужно с первого же шага стараться идти в ногу с людьми, о которых она собирается писать, руководствоваться выработанными ими нормами поведения. <…> Но порой сдержанность и требовательность, которые так помогли в работе над «дальневосточными» стихами, изменяют ей. В результате происходит простое повторение задов работавших до неё поэтов.
В 1962 году приняла участие в съёмках эпизода «Вечера поэтов» в фильме Марлена Хуциева «Застава Ильича». В 1964 году окончила высшие литературные курсы при Союзе писателей.
Один из составителей неподцензурного литературного альманаха «Метрополь» Виктора Ерофеева, утверждал в 1990 году в журнале «Огонёк», что Казакова приняла участие в травле альманаха и его участников, заявляя, что их сочинения — «это мусор, а не литература, что-то близкое к графомании». Сама Казакова в ответной статье «Воспоминания с покаянием и уточнением» в «Книжном обозрении» отрицала обвинения.
Римма Казакова — автор многочисленных сборников стихов, занималась также переводами с языков стран ближнего и дальнего зарубежья. Римма Казакова известна как автор стихов к таким популярным песням, как «Ты меня любишь» (композитор — Игорь Крутой, исполнитель — Александр Серов), «Мадонна» (композитор — И. Крутой, исполнитель — Александр Серов), «Ненаглядный мой» (композитор — Александра Пахмутова, исполнитель — Майя Кристалинская) и другим.

Лирика Казаковой богата образами, отличается тщательностью в подборе слов. Её чуткость к человеческим страданиям имеет истоки в военном детстве, в опыте суровой жизни на Дальнем Востоке. Её творчество определёно характерными для конца 1950-х гг. поисками человеческой порядочности и отказом от пафоса и пропаганды. Часто это философская лирика, в которой под конец стихотворения раскрывается символика природы; нежной проникновенностью отличается любовная лирика Казаковой. Слово — особенно в ранних её стихах — служит для выражения пережитого и выбирается с большим чувством ответственности. Некоторые из позднейших стихов Казаковой повествовательны, менее насыщены. Иногда у Казаковой встречаются необычные метафоры, слишком контрастные по отношению к контексту, но её стихи всегда продиктованы серьёзным чувством.
— Вольфганг Казак

### Общественная деятельность
В 1976—1981 годах — секретарь правления Союза писателей. С 1977 года состояла в КПСС.
В советское время принадлежала к высшему эшелону официального писательского истеблишмента. Владимир Радзишевский вспоминает, среди прочего, появление Казаковой на юбилейном пленуме Союза писателей СССР в 1984 году, в ходе которого Казакова кулуарно иронизировала по поводу выступившего на пленуме руководителя советского государства Константина Черненко, а затем опубликовала в газете дежурные славословия в его адрес.
В постсоветское время являлась гражданской активисткой с ярко выраженной либеральной позицией. В октябре 1993 подписала «письмо 42-х», в 2000 была одним из авторов письма против возвращения «сталинского» гимна. В 1993 входила в общефедеральной список движения «Женщины России».
Принимала деятельное участие в издании газеты «Информпространство», активно сотрудничала с общественной организацией «Единство», президентом которой являлся известный криминальный авторитет Владимир Податев, организация «Единство» была спонсором некоторых книг Риммы Казаковой, а Римма Казакова была сопредседателем «Единства». В деле по иску о защите чести и достоинства председателя хабаровской общественной организации «Единство» Владимира Податева к газете «Известия» Римма Казакова также принимала активное участие:

Публикация задела Пуделя за живое, и он решил судиться с газетой. Любопытно, что Податев не оспаривал тот факт, что он «держал общак», или что был судим за «грабёж и групповое изнасилование». Истец добивался опровержения других сведений, сообщённых газетой, например, что он был судим «за кражу» (на самом деле за хулиганство), что он «уголовный авторитет» или что он «уголовник на коне». Также Пудель требовал опровергнуть сведения о том, что «Единство» (соистец) — мафиозная структура. Любопытно, что исковое заявление поддержала и известная поэтесса Римма Казакова, сборник стихов которой Податев издал на средства своей организации. Кстати, благодарная ему поэтесса согласилась стать сопредседателем «Единства», что должно было поднять престиж этого общества.

В 1995 году вместе с Олегом Новиковым и Олегом Калугиным возглавила избирательный блок «Федерально-демократическое движение» на Выборах в Государственную думу; блок получил 0,12 % голосов.
В 1999 году была избрана первым секретарём Союза писателей Москвы, занимала эту должность до конца жизни.
В апреле 2000 года подписала письмо в поддержку политики недавно избранного президента России Владимира Путина в Чечне.

### Личная жизнь
- Первый супруг — писатель-публицист Георгий Радов.
- Сын — писатель Егор Радов (1962—2009).
- Невестка (до 1986 года) — рок-певица и поэтесса Анна Герасимова (Умка).
- Второй супруг — врач-стоматолог Заев Валерий Игоревич.
- Внуки: Алексей Радов (род. 1982) и Мария Радова (род. 1991).

### Смерть

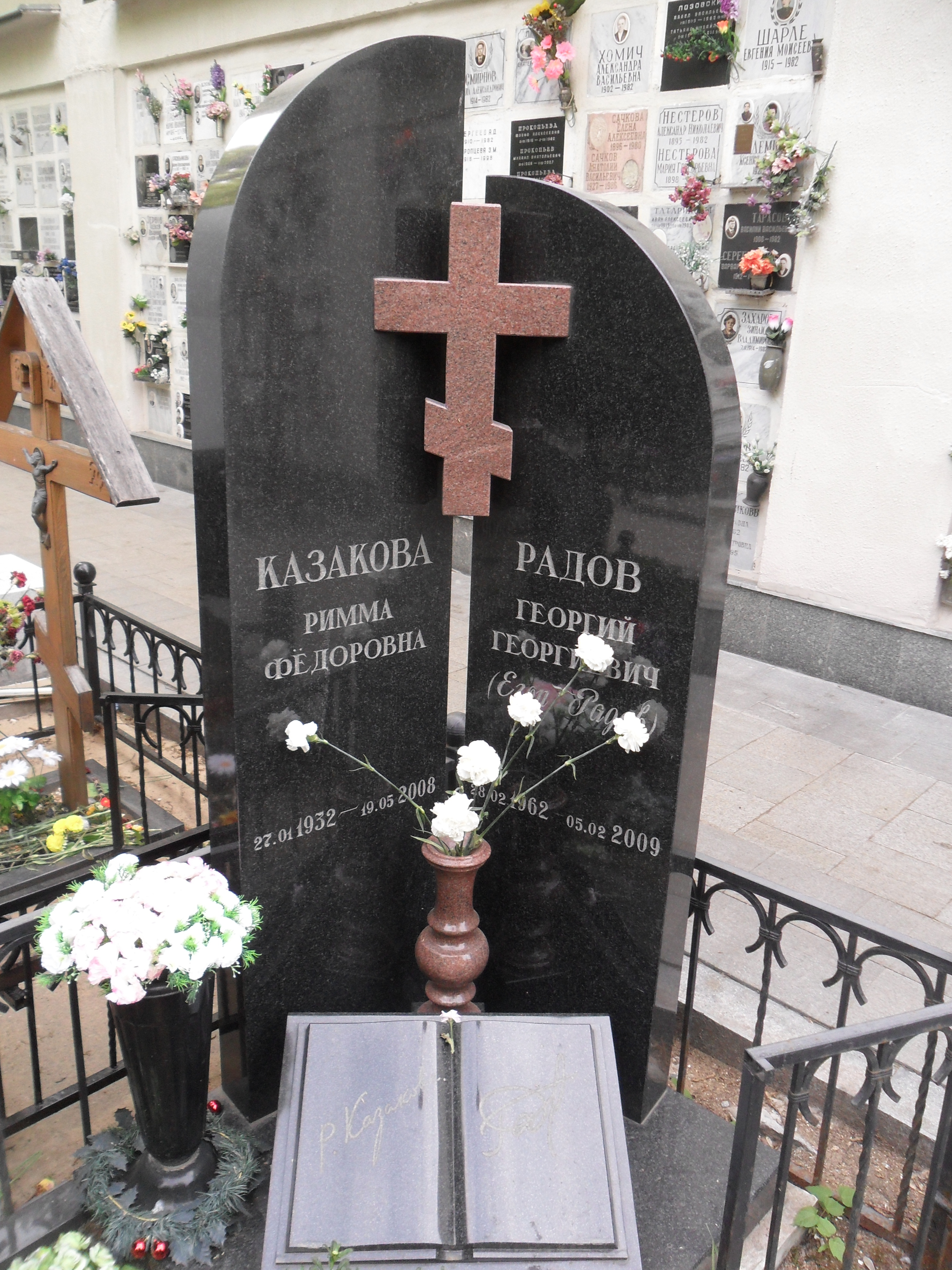
Могила Казаковой на Ваганьковском кладбище

Казакова скончалась 19 мая 2008 года в возрасте 76 лет в санатории села Юдино. Причиной смерти послужила острая сердечная недостаточность. Похоронена 22 мая 2008 года на Ваганьковском кладбище в Москве.

## Работы

### Тексты песен
- «Моя последняя любовь» (Ю. Эрикона, 1995) — исп. Л. Эрденко
- «Заблудшая» (А. Лукьянов, 1995) — исп. Ф. Киркоров
- «Королева зноя» (И. Крутой, соавтор А. Морсин, 2004) — исп. Ф. Киркоров
- «Обручальная ночь» (А. Лукьянов, 1995) — исп. Ф. Киркоров
- «Прибалтика» (Д. Тухманов) — Валерий Леонтьев
- «Прощальный блюз» (А. Лукьянов, 1994) — исп. Ф. Киркоров
- «Ты не одна» (А. Лукьянов, 1993) — исп. Ф. Киркоров
- «Цветочек» (А. Лукьянов) — исп. Ф. Киркоров
- «Я не первый твой подснежник» (А. Лукьянов, 1995) — исп. Ф. Киркоров
- «Ненаглядный мой» (А. Пахмутова) — исп. Майя Кристалинская, Мария Пахоменко
- «Безответная любовь» (И. Крутой, 1995) — исп. Ирина Аллегрова
- «Небо голубое» (А. Герман) — исп. Анна Герман
- «Жду тебя» (И. Крутой) — исп. Ксения Георгиади
- «Некрасивая девчонка» (В. Дорошенко) — исп. Михаил Михайлов
- «Лето слёз и света» (П. Аедоницкий) — исп. Анна Литвиненко
- «Вдохновение» (И. Крутой) — исп. Александр Серов
- «Ромашки любви» (К. Орбелян) — исп. Сона Саркисян
- «Ты мне нужен» (И. Крутой, 1994) — исп. Ирина Аллегрова
- «Праздник» (А. Красовский) — исп. Михаил Михайлов
- «Медовый август» (Е. Мартынов) — исп. Евгений Мартынов
- «Молитва» (И. Крутой) — исп. Алексей Глызин
- «Поздняя женщина» (А. Савченко, 1997) — исп. Лев Лещенко
- «День рождения любви» (И. Крутой) — исп. Александр Серов
- «В небе родном» (А. Мажуков) — исп. Евгений Головин
- «Мадонна» (И. Крутой) — исп. Александр Серов
- «Диана» (В. Боровиков) — исп. Михаил Михайлов
- «Ночью надо спать» (А. Лукьянов) — исп. Ксения Георгиади
- «По старинке» (В. Рубашевский)
- «Не надо» (И. Крутой) — исп. Александр Серов
- «Остров» (Г. Гладков) — исп. Роксана Бабаян
- «Водочка Кремлёвская» (В. Боровиков) — исп. Михаил Михайлов
- «Судьбе назло» (И. Крутой) — исп. Александр Серов
- «Телефонные звонки» (В. Белянин) — исп. Валерий Белянин
- «Любовь-подруга понимания» (П. Аедоницкий) — исп. Лариса Кандалова
- «Будьте счастливы!» (В. Боровиков) — исп. Михаил Михайлов
- «Мой первый день» (И. Крутой) — исп. Ольга Кормухина
- «Мольба» (А. Кормухин) — исп. Ольга Кормухина
- «Небо детства» (В. Шаинский) — исп. Ольга Зарубина и Михаил Боярский
- «Верни мне лето» (Е. Дога) — исп. Эдита Пьеха
- «Моя и близкая, и дальняя» (И. Крутой, 1995) — исп. Лев Лещенко
- «Так было в мире всегда» (А. Зацепин) — исп. Татьяна Анциферова и Яак Йоала
- «Победа останется!» (В. Боровиков) — исп. Михаил Михайлов
- «Найдись мой милый» (А. Лукьянов) — исп. Ксения Георгиади
- «Последняя встреча» (И. Крутой) — исп. Лев Лещенко
- «Я не могу так долго без тебя» (В. Королёв) — исп. Михаил Михайлов
- «Твоя любовь» (Ф. Лей) — исп. Мария Лукач
- «Россия» (М. Болотный) — исп. Валентина Толкунова
- «Вальс» (И. Крутой) — исп. Николай Басков
- «К 50-летию автомобильного завода „КРАЗ“» (А. Красовский) — исп. Михаил Михайлов
- «Отпусти меня, любовь» (О. Фельцман) — исп. Ирина Аллегрова
- «Позднее свидание» (И. Крутой, 1993) — исп. Юрий Охочинский
- «Уходили парни на войну» (В. Баснер)
- «Музыка венчальная» (И. Крутой) — исп. Александр Серов
- «Я училась у обид» (Е. Малышева)
- «Утренний романс» (А. Красовский) — исп. Михаил Михайлов
- «Смех или грех» (В. Ибрагимов) — исп. Ксения Георгиади
- «Ариадна» (А. Зубков) — исп. Михаил Муромов
- «Любовь-беда» (И. Крутой, 1993) — исп. Алексей Глызин
- «К 50-летию 6-й клинической больницы. Москва. Щукинская» (В. Ветров) — исп. Михаил Михайлов
- «Небо голубое» (П. Аедоницкий) — исп. Людмила Зыкина
- «Снежный мальчик» (И. Крутой, 1993) — исп. Алла Пугачёва
- «Разбитые сердца» (В. Боровиков) — исп. Михаил Михайлов
- «Не знала я» (Б. Мокроусов) — исп. Гелена Великанова
- «Опять мы говорим» (Е. Ильина) — исп. Гелена Великанова
- «Ты меня любишь» (И. Крутой) — исп. Александр Серов
- «Я тебя отпустила» (И. Крутой) — исп. Валерия
- «Город» (А. Зубков) — исп. Аким Салбиев
- «Будь со мной» (А. Зубков) — исп. Анастасия
- «Надоело!» (А. Зубков) — исп. Анастасия
- «Не отпускай моей руки» (А. Зубков) — исп. Аким Салбиев
- «Счастье — случай» (А. Зубков) — исп. Анастасия
- «Мираж» (А. Зубков) — исп. Аким Салбиев
- «Хочу найти» (А. Зубков) — исп. Аким Салбиев, Анастасия
- «Ты и я» (Т. Боджгуа) — исп. Аким Салбиев
- «Страсть моя и строгость» (Ю. Шарифов, 1977, на стихи «Осень») — исп. София Ротару
- «Не спросишь…» (В. Матецкий, Дм. Маликов) — исп. София Ротару
- «Соло для планеты с оркестром» (И. Крутой) — исп. София Ротару

### Сборники
- Избранные произведения в 2-х томах М., 1985
- Встретимся на Востоке, Хабаровск, 1958
- Там, где ты, М., 1960
- Стихи, М., 1962
- Избранная лирика, М., 1964
- Пятницы, М., 1965
- В тайге не плачут, Хабаровск, 1965
- Поверить снегу, Ташкент, 1967
- Ёлки зеленые, М., 1969
- Снежная баба, М., 1972
- Помню. Стихи разных лет, М., 1974
- Набело, М., 1977
- Русло. Избранные стихотворения, М., 1979
- Страна Любовь. — М.: Молодая гвардия,1980 — 208 с., 75 000 экз.
- Пробный камень, М., 1982
- Сойди с холма, М., 1984
- Лирика. Баку, 1989
- Сюжет надежды — Советский писатель, 1991. — 208 с.
- Наугад, М., 1995
- Возлюби, М., 1996
- Ломка, 1997
- Стихи и песни, 2000
- Безответная любовь. Про то самое, 2000
- Мгновение, тебя благодарю, 2006
- Ты меня любишь. — М.: Эксмо, 2006. — 352 с. ISBN 5-699-16487-1
- Стихи о любви, 2006
- Пора…, 2008
- Стихотворения, песни. М., Фонд социально-экономических и интеллектуальных программ. 2010
- Публицистика, проза, воспоминания современников. М., Фонд социально-экономических и интеллектуальных программ. 2010

## Награды
- Орден «За заслуги перед Отечеством» IV степени (27 января 2007) — за большие заслуги в области литературы и плодотворную просветительскую деятельность[19]
- Орден Трудового Красного Знамени (16 ноября 1984 года) — за заслуги в развитии советской литературы и в связи с 50-летием образования Союза писателей СССР[20].
- Орден Дружбы Народов (14 ноября 1980 года)— за большую работу по подготовке и проведению Игр XXII Олимпиады[21].
- медаль «В память 850-летия Москвы» (1997)
- медаль «В ознаменование 100-летия со дня рождения Владимира Ильича Ленина» (1970)
- медаль «За строительство Байкало-Амурской магистрали»
- Орден «Кирилл и Мефодий» I степени (Болгария) (1981)
- Премия «Золотой телёнок» «Литературной Газеты» («Клуба 12 стульев») (1981)
- памятная медаль «Великий русский писатель лауреат Нобелевской премии М. А. Шолохов 1905—2005»
- Заслуженный работник культуры Узбекистана и Каракалпакии (1981)
- премия имени С. Бородина Союза писателей Узбекистана (1981).

## Память
- В июле 2008 года для поощрения молодых поэтов, не достигших возраста 35 лет, была учреждена литературная премия имени Риммы Казаковой «Начало». Церемония награждения будет проходить в день смерти поэтессы 19 мая. Положение о премии не предполагает её ежегодного вручения, по утверждению организаторов, она будет вручаться при «наличии достойных кандидатов и денежных средств». Первая премия была вручена 19 мая 2009 года поэтессе Наталье Поляковой «за яркое начало творческого пути»[22].
- Именем Риммы Казаковой названа площадь в Москве[23].